# Associazione Calcio Belluno 1905 2003-2004
Questa voce raccoglie le informazioni riguardanti l'Associazione Calcio Belluno 1905 nelle competizioni ufficiali della stagione 2003-2004.

## Rosa
| N. |                      | Ruolo | Calciatore              |
| -- | -------------------- | ----- | ----------------------- |
|    | Brasile (bandiera)   | A     | Medeiros Thiago Alves   |
|    | Italia (bandiera)    | D     | Fabiano Ballarin        |
|    | Italia (bandiera)    | D     | Patrizio Balleello      |
|    | Italia (bandiera)    | P     | Alessandro Bee          |
|    | Argentina (bandiera) | D     | Alejandro Javier Blasco |
|    | Italia (bandiera)    | A     | Alessandro De Bortoli   |
|    | Italia (bandiera)    | C     | Igor De Mattia          |
|    | Italia (bandiera)    | C     | Giulio Fontana          |
|    | Italia (bandiera)    | C     | Marco Giazzon           |
|    | Italia (bandiera)    | D     | Marco Girardi           |
|    | Italia (bandiera)    | C     | Alberto Giuliatto       |
|    | Argentina (bandiera) | C     | Andrés Grande           |
|    | Italia (bandiera)    | A     | Andrea Intrabartolo     |

| N. |                      | Ruolo | Calciatore           |
| -- | -------------------- | ----- | -------------------- |
|    | Italia (bandiera)    | C     | Nicola Lonzar        |
|    | Italia (bandiera)    | A     | Andrea Lucchini      |
|    | Italia (bandiera)    | C     | Andrea Merenda       |
|    | Italia (bandiera)    | C     | Matteo Nichele       |
|    | Argentina (bandiera) | C     | Matias Javier Ortiz  |
|    | Italia (bandiera)    | D     | Enrico Rigo          |
|    | Italia (bandiera)    | A     | Matteo Scapini       |
|    | Italia (bandiera)    | C     | Eros Schiavon        |
|    | Italia (bandiera)    | A     | Massimiliano Sessolo |
|    | Italia (bandiera)    | D     | Paolo Simeoni        |
|    | Italia (bandiera)    | P     | Luca Tomasig         |
|    | Italia (bandiera)    | C     | Igor Voltolini       |
|    | Nigeria (bandiera)   | A     | Kenneth Zeigbo       |